# زمان یمن

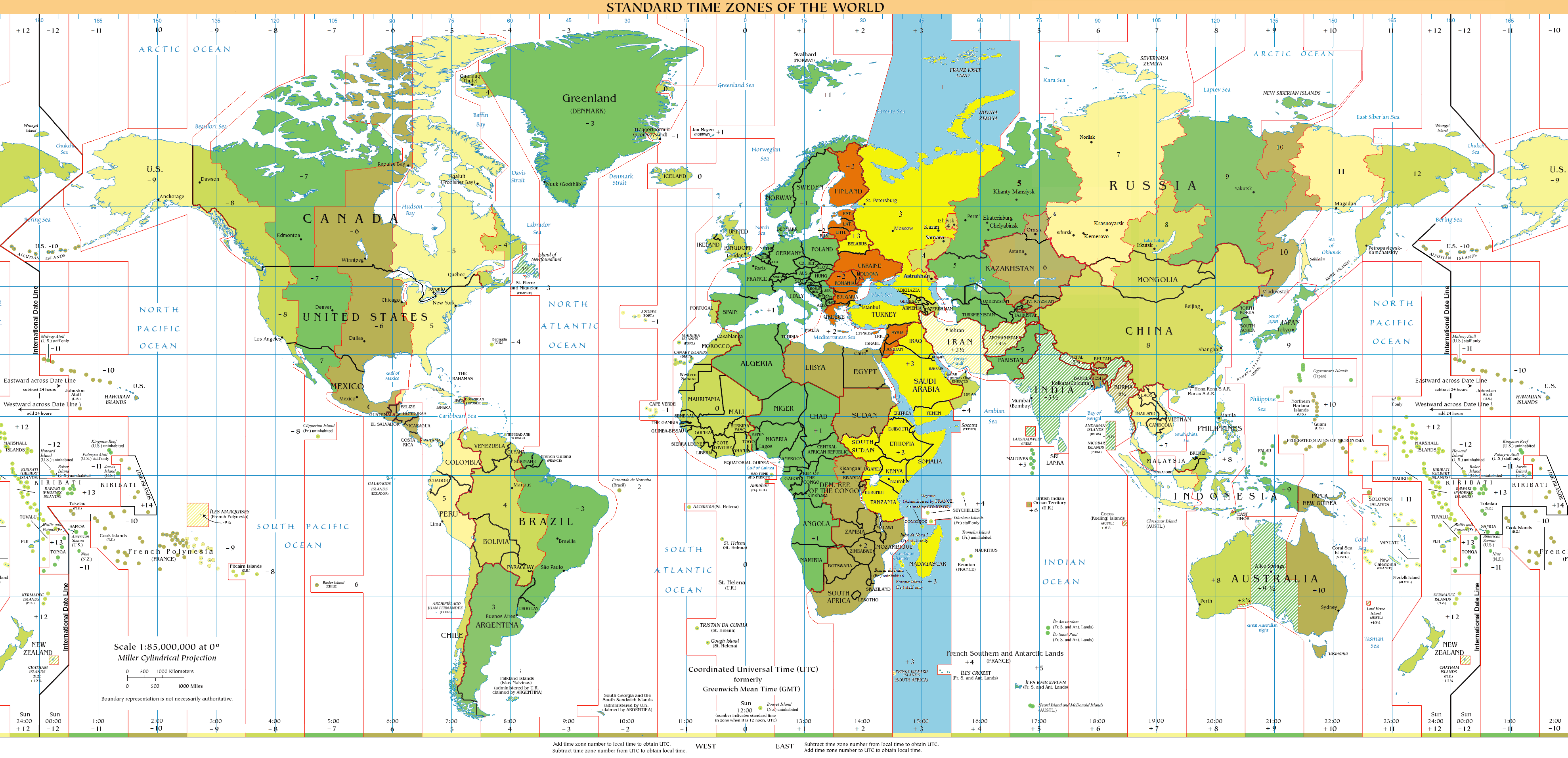
منطقه زمانی UTC + ۰۳:۰۰ (آبی)

زمان در یمن منطقه زمانی کشور یمن است که ۳ ساعت جلوتر از ساعت جهانی است (یوتی‌سی ۳:۰۰+ و با زمان استاندارد عربستان (AST) نمایش داده می‌شود. یمن در حال حاضر از ساعت تابستانی پیروی نمی‌کند.